# Kerstanje

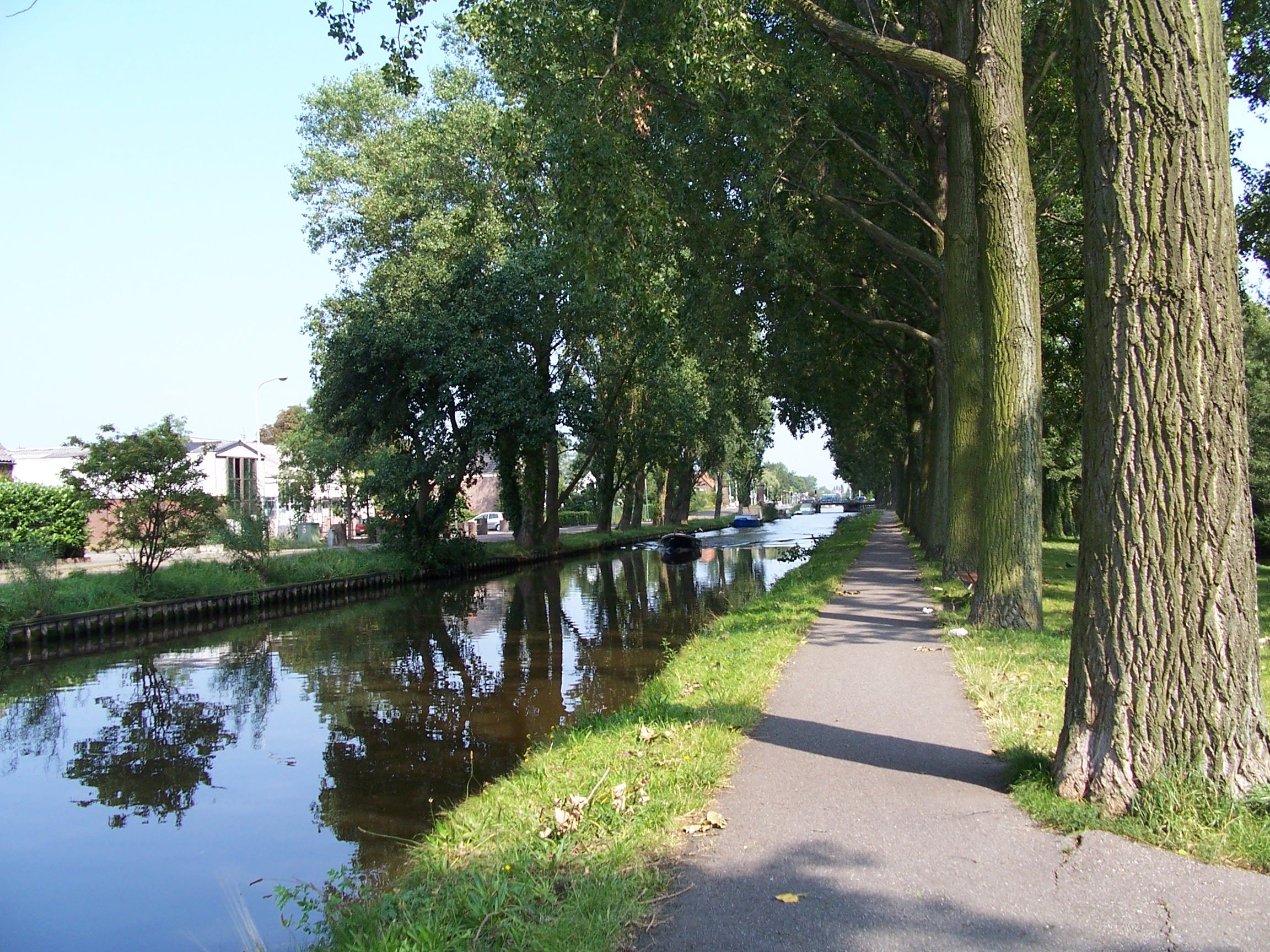
Kastanjewetering

De Kerstanje of Kastanjewetering in het Nederlandse hoogheemraadschap Delfland is een ontwatering- en vaarverbinding. De Kastanjewetering is een deel van de verbinding van de Vliet met de Oranjesluis. Ook is het noordelijke uiteinde van de Lookwatering door het graven van de Kerstanje in verbinding gebracht met de Vliet. De Kastanjewetering scheidt Rijswijk van de vroegere Hof van Delft. 
In de 12de eeuw traden overstromingen op vanuit de Maas. Daarom werden dijken aangelegd langs de Lee. In de 13de eeuw werd de Maasdijk aangelegd. De zee had zo geen toegang meer tot het land, maar de Lee werd daardoor afgesloten. Er werden nieuwe vaarten gegraven om de ontwatering via de Schie en de Vlaardingervaart te laten plaatsvinden. De Kerstanje is er een van. 
In 1339 werd het water Castange genoemd, in 1371 Kerstange, later Kerstanje Zijdesloot. De naamgeving is onduidelijk. Het kanaal werd misschien naar een kastanjeboom genoemd. Ook bestaat de mogelijkheid dat het verwijst naar een persoonsnaam, Kerstant. Misschien behoort een verkleinwoord van Kerst nog tot de mogelijkheden.
De Kerstanje was een belangrijke vaarverbinding van en naar het Westland. De Westlanders gebruikten de Kerstanje om met hun schuiten hun tuinbouwproducten in Leiden en Amsterdam op de markt te brengen.